# Kistolmács
Kistolmács là một thị trấn thuộc hạt Zala, Hungary. Thị trấn này có diện tích 12,2 km², dân số năm 2010 là 167 người, mật độ 14 người/km².